# Comitatul Alba (Fehér)

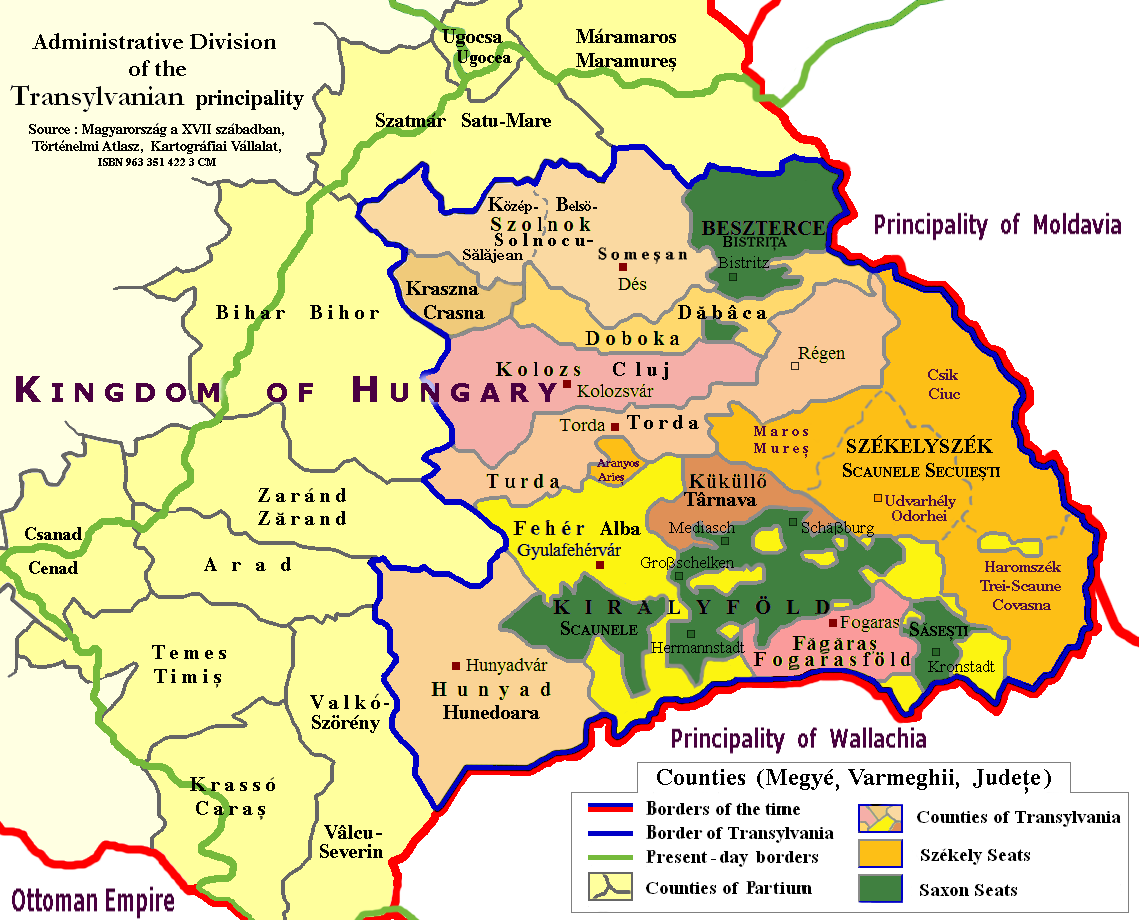
În galben aprins, comitatul "Alba" pe harta împărţirii administrative a Transilvaniei medievale

Comitatul Alba (în maghiară Fehér vármegye, în germană Komitat Weissenburg) a fost o unitate administrativă a Regatului Ungariei, care a funcționat din secolul al XII-lea și până la reforma administrativă din 1784. Capitala comitatului a fost orașul Alba Iulia (în maghiară Gyulaféhérvár). Comitatul era compus din mai multe teritorii separate, cele mai răsăritene învecinându-se cu Brașovul.
Comitatul Alba a fost desființat în 1784 odată cu împărțirea în Bezirke decisă de împăratul habsburgic Iosif al II-lea. Un comitat cu numele „Alba de Jos” a fost înființat prin reforma administrativă din 1876 din Regatul Ungar ca partea a Austro-Ungariei, dar cu un teritoriu mai concentrat și cu limite simplificate. 
Noul comitat al Albei, existent în perioada 1876-1918, a avut o întindere mult mai redusă față de comitatul medieval.